# Хертогенбос
Ден Бос или Хертогенбос (хол. Den Bosch или ’s-Hertogenbosch, слушајⓘ, фр. Bois-le-Duc) је главни град холандске провинције Северни Брабант. Број становника је јануара 2007. био 135.596. Име града значи „војводска шума“. 
Бос се налази на југу Холандије, неких 80 km југоисточно од Амстердама. Надморска висина града је 6-7 m. Кроз град протиче река Дизе, једна од притока реке Мас. 
У привреди града доминирају услуге и мала предузећа. У граду се одржава и тениски турнир.

## Становништво
Према процени, у граду је 2008. живело 129.034 становника.
| 1980.   | 1990.   | 2000.   | 2008.   |
| ------- | ------- | ------- | ------- |
| 110.450 | 118.369 | 129.034 | 136.407 |